# Kathy Dahlkemper
Kathleen Ann "Kathy" Dahlkemper, nata Steenberge (Erie, 10 dicembre 1957), è una politica statunitense.
Membro del Partito Democratico, ha rappresentato la Pennsylvania al Congresso dal 2009 al 2011. Ha vinto le elezioni battendo Phil English, rappresentante da ben sette mandati, ma è stata poi sconfitta a sua volta quando ha cercato la rielezione. La Dahlkemper faceva parte della Blue Dog Coalition.